# 弘南鉄道黒石線
黒石線（くろいしせん）は、かつて弘南鉄道が運営していた鉄道路線。青森県南津軽郡田舎館村の川部駅から黒石市の黒石駅までを結んでいたが、1998年（平成10年）に廃止された。日本国有鉄道（国鉄）の特定地方交通線で、同じ青森県内の大畑線とともに純民間資本の民営鉄道に転換された数少ない例であった。

## 路線データ（廃止時）
- 区間（営業キロ）：川部 - 黒石 (6.2 km)[1]
- 駅数：3（起終点を含む）
- 複線区間：なし（全線単線）[1]
- 電化方式：全線非電化[1]
- 閉塞方式：自動閉塞式
- 交換可能駅：なし（全線1閉塞）

## 歴史
この路線は鉄道省（後に日本国有鉄道となり、黒石線転換後にJR東日本となる）が軽便鉄道法を準用して建設したもので、1912年（大正元年）8月に黒石軽便線（くろいしけいべんせん）として開業した。1922年（大正11年）には軽便の2文字を取り、黒石線と改名されている。
1950年（昭和25年）7月に弘南鉄道弘南線が弘南黒石まで延伸されると、旅客は弘南線に流れ、黒石線の乗客は減少していった。1968年（昭和43年）10月には弘南鉄道から国鉄東北支社に対し経営委託の申し入れを行っている。
1980年（昭和55年）に国鉄再建法が成立し、黒石線は1981年（昭和56年）9月18日に第1次特定地方交通線として承認された。これにより「黒石線特定地方交通線対策協議会」が同法第9規定により設けられ、代替輸送に関する協議が重ねられた。その中で地元自治体が弘南鉄道に黒石線の存続を要請しており、数次にわたる協議の結果、1984年（昭和59年）4月5日の第6次会議で転換に最終合意した。
同年11月1日に弘南鉄道黒石線へ転換された。国鉄と弘南で分かれていた黒石駅は、経費削減のため国鉄黒石駅の直前から弘南黒石駅に渡り線を新設して弘南黒石駅に統合された。国鉄時代には弘前からの直通列車や五能線への乗り入れ列車があり、また利用者の多くを占める弘前 - 黒石間の運賃も競合する弘南線と比較して割安であったが、転換以降は国鉄線からの直通運転が廃止され、さらに運賃は値上げされたのみならず弘南黒石線と国鉄の運賃が別立ての計算となったことで、弘前 - 黒石間における競争力を失い利用者の逸走を招く結果になった。財政措置として期限付きで各種交付金・補助金が支給されたが、コスト低減策として単線自動信号化・自動券売機設置などの合理化を進め、収支増加策として列車本数の増加や特定の時間帯が割引運賃となる「特割ショッピング回数券」を発売したり、黒石駅舎を新築して生協のスーパーマーケット店舗を併設したりして集客を図った。乗客は減少したがコスト削減策も一定の成果を上げ、営業係数は国鉄時代の706（1983年度）・560（1984年度10月末まで）から、121（1984年度11月以降）・110（1985年度）・120（1986年度）・120（1987年度）と改善された。1992年（平成4年）の「第三次黒石市総合開発計画 基本計画」で黒石市は目標として「黒石線の輸送力増強」を掲げていた。
しかし、利用者の減少から、1992年（平成4年）10月に弘南鉄道・黒石市・田舎館村・青森県の担当者レベルで 「黒石線活性化推進協議会」 を設置した。1993年（平成5年）は弘南鉄道に対する補助最終年度であったが、同年までにおいて黒石線は、同社全体の65%を占める累積欠損額を発生させており、黒石線の不振が経営の悪化・悪影響の要因として懸念された。活性化協議会は検討を重ねた結果「黒石線活性化協議会報告書」を作成し、「黒石線再生のための恒久的・効果的対策を見いだし得ない」「自治体の支援なしには存続できない」との結論を出した。 活性化協議会は黒石線の今後の方針について、 弘南鉄道トップに最終的な結論を委ねることに決めて解散した。
1995年（平成7年）10月、 弘南鉄道は青森県・黒石市長・ 田舎館村長に対して黒石線廃止の意向を申し入れた。その後、 関係者への説明や協議を経て、1997年（平成9年）12月に黒石線廃止後のバス代替運行計画を受け入れた黒石市長・田舎館村長が黒石線の廃止を最終的に承認した。
1998年（平成10年）4月1日、黒石線は廃止された。これは転換特定地方交通線の廃止第1号であった。

### 年表
- 1912年（大正元年）8月15日 鉄道省により川部 - 黒石間 (4.1 M = 6.6 km) が黒石軽便線として開業、黒石駅を新設[6]。
- 1922年（大正11年）9月2日 黒石線と改称[7]。
- 1935年（昭和10年）4月15日 ガソリンカー運転開始[8]。前田屋敷駅を新設。
- 1949年（昭和24年）6月1日 国有化により、日本国有鉄道の路線となる。
- 1973年（昭和48年）3月 蒸気機関車の運転を廃止[9]。
- 1981年（昭和56年）9月18日 第1次特定地方交通線として廃止承認。
- 1984年（昭和59年）
  - 2月1日 全線の貨物営業を廃止。
  - 11月1日 全線を弘南鉄道の黒石線に転換[1][10]。黒石駅を駅廃止して弘南黒石駅に統合[1][10]。川部駅を弘南川部駅に改称し、弘南川部 - 弘南黒石間 (6.2 km) となる[10]。
- 1986年（昭和61年）4月1日 弘南川部駅を川部駅に、弘南黒石駅を黒石駅に改称[11]。
- 1988年（昭和63年）8月1日 ワンマン運転開始。
- 1998年（平成10年）4月1日 全線 (6.2 km) 廃止[1]。弘南バスに転換[1]。

## 運行形態
最短30分 - 最長2時間程度の間隔で運行されていた。当初は朝の4往復のみ2両で運行されていたが、乗客減のため廃止直前は全て単行（1両編成）で運行されていた。また、転換当初は車掌乗務であったが、後に全列車ワンマン運転となった。

## 車両
転換当初は国鉄から譲り受けた気動車キハ22形3両を使用していたが、老朽化のため1995年（平成7年）7月に小坂製錬小坂線で使用されていた気動車キハ2100形2両を譲り受けて、キハ22形は予備車1両を残して廃車にした。しかし、キハ2100形には排雪器が取り付けられていなかったことから冬季の豪雪時には予備車となったキハ22形が引き続き使用された。なお、キハ22形のワンマン化に際しては、既に同型でワンマン運転を開始していた下北交通へ担当者が出向き、改造時の図面を参考にしている。
廃線後、キハ22形1両、キハ2100形2両が田舎館村で保存されていたが、2013年（平成25年）11月17日にこの気動車3両が同月18日以降解体されることになったと報道された。22日解体実施。

## 利用状況

### 輸送実績
黒石線の転換後の輸送実績を下表に記す。転換後輸送量は減少し、転換時の約半分になった時点で廃止されている。
表中、輸送人員の単位は万人。輸送人員は年度での値。表中、最高値を赤色で、最高値を記録した年度以降の最低値を青色で、最高値を記録した年度以前の最低値を緑色で表記している。
| 年度別輸送実績     | 年度別輸送実績                  | 年度別輸送実績                  | 年度別輸送実績                  | 年度別輸送実績                  | 年度別輸送実績  | 年度別輸送実績 |
| 年度               | 輸送実績（乗車人員）：万人/年度 | 輸送実績（乗車人員）：万人/年度 | 輸送実績（乗車人員）：万人/年度 | 輸送実績（乗車人員）：万人/年度 | 輸送密度 人/1日 | 特記事項       |
| ------------------ | ------------------------------- | ------------------------------- | ------------------------------- | ------------------------------- | --------------- | -------------- |
| 年度               | 通勤定期                        | 通学定期                        | 定期外                          | 合計                            | 輸送密度 人/1日 | 特記事項       |
| 1984年（昭和59年） | 3.8                             | 7.5                             | 6.0                             | 17.3                            | 962             | 国鉄より転換   |
| 1985年（昭和60年） | 5.5                             | 13.0                            | 12.2                            | 30.7                            | 711             |                |
| 1986年（昭和61年） | 4.6                             | 13.0                            | 11.5                            | 29.1                            | 685             |                |
| 1987年（昭和62年） | 4.2                             | 12.6                            | 10.6                            | 27.4                            | 648             |                |
| 1988年（昭和63年） | 3.7                             | 11.0                            | 9.7                             | 24.4                            | 579             |                |
| 1989年（平成元年） | 3.3                             | 11.3                            | 9.1                             | 23.7                            | 565             |                |
| 1990年（平成2年）  | 3.0                             | 12.7                            | 8.7                             | 24.4                            | 592             |                |
| 1991年（平成3年）  | 2.7                             | 13.4                            | 8.6                             | 24.7                            | 598             |                |
| 1992年（平成4年）  | 2.9                             | 13.8                            | 8.2                             | 24.9                            | 609             |                |
| 1993年（平成5年）  | 2.7                             | 12.0                            | 7.6                             | 22.3                            | 544             |                |
| 1994年（平成6年）  | 2.3                             | 10.6                            | 7.1                             | 20.0                            | 487             |                |
| 1995年（平成7年）  | 2.3                             | 9.6                             | 6.6                             | 18.5                            | 449             |                |
| 1996年（平成8年）  | 2.2                             | 10.1                            | 6.4                             | 18.7                            | 454             |                |
| 1997年（平成9年）  | 1.6                             | 9.4                             | 5.4                             | 16.4                            | 407             | 路線廃止       |

### 収入実績
黒石線の転換後の収入実績を下表に記す。旅客運賃収入は一時増加したがその後減少し、廃止を迎えた。
表中、収入の単位は千円。数値は年度での値。表中、最高値を赤色で、最高値を記録した年度以降の最低値を青色で、最高値を記録した年度以前の最低値を緑色で表記している。
| 年度別収入実績     | 年度別収入実績          | 年度別収入実績          | 年度別収入実績          | 年度別収入実績          | 年度別収入実績          | 年度別収入実績     | 年度別収入実績   |
| 年度               | 旅客運賃収入：千円/年度 | 旅客運賃収入：千円/年度 | 旅客運賃収入：千円/年度 | 旅客運賃収入：千円/年度 | 旅客運賃収入：千円/年度 | 運輸雑収 千円/年度 | 総合計 千円/年度 |
| ------------------ | ----------------------- | ----------------------- | ----------------------- | ----------------------- | ----------------------- | ------------------ | ---------------- |
| 年度               | 通勤定期                | 通学定期                | 定期外                  | 手小荷物                | 合計                    | 運輸雑収 千円/年度 | 総合計 千円/年度 |
| 1984年（昭和59年） | 10,792                  | ←←←←                    | 11,157                  | 0                       | 21,949                  | 336                | 22,285           |
| 1985年（昭和60年） | 18,873                  | ←←←←                    | 24,839                  | 0                       | 43,712                  | 1,382              | 45,094           |
| 1986年（昭和61年） | 17,995                  | ←←←←                    | 23,401                  | 0                       | 41,396                  | 3,000              | 44,396           |
| 1987年（昭和62年） | 6,487                   | 12,030                  | 22,095                  | 0                       | 41,612                  | 3,854              | 45,466           |
| 1988年（昭和63年） | 5,767                   | 10,455                  | 21,488                  | 0                       | 37,710                  | 816                | 38,526           |
| 1989年（平成元年） | 5,004                   | 10,765                  | 20,583                  | 0                       | 36,352                  | 884                | 37,236           |
| 1990年（平成2年）  | 4,677                   | 12,009                  | 19,317                  | 0                       | 36,003                  | 867                | 36,870           |
| 1991年（平成3年）  | 3,959                   | 12,887                  | 19,261                  | 0                       | 36,107                  | 1,161              | 37,268           |
| 1992年（平成4年）  | 4,394                   | 13,397                  | 18,540                  | 0                       | 36,331                  | 988                | 37,319           |
| 1993年（平成5年）  | 4,403                   | 12,636                  | 18,296                  | 0                       | 35,335                  | 962                | 36,297           |
| 1994年（平成6年）  | 3,694                   | 11,084                  | 17,525                  | 0                       | 32,303                  | 1,003              | 33,306           |
| 1995年（平成7年）  | 3,571                   | 10,067                  | 16,220                  | 0                       | 29,858                  | 1,008              | 30,866           |
| 1996年（平成8年）  | 3,355                   | 10,957                  | 15,672                  | 0                       | 29,984                  | 1,600              | 31,584           |
| 1997年（平成9年）  | 2,487                   | 10,737                  | 14,031                  | 0                       | 27,255                  | 1,070              | 28,325           |

## 駅一覧
- 線路（全線単線） … ◇：列車交換可、｜：列車交換不可
- 全駅青森県内に所在

| 駅名       | 駅間キロ | 営業キロ | 接続路線                         | 線路 | 所在地           |
| ---------- | -------- | -------- | -------------------------------- | ---- | ---------------- |
| 川部駅     | -        | 0.0      | 東日本旅客鉄道：奥羽本線・五能線 | ｜   | 南津軽郡田舎館村 |
| 前田屋敷駅 | 2.9      | 2.9      |                                  | ｜   | 南津軽郡田舎館村 |
| 黒石駅     | 3.3      | 6.2      | 弘南鉄道：弘南線                 | ◇    | 黒石市           |

## 時刻表への掲載
『JTB時刻表』『JR時刻表』などの冊子版全国時刻表では通常、特定地方交通線から転換した路線はJRに準じ、JR線のページへ全駅・全列車掲載されるのが原則であるが、黒石線は転換線で唯一、巻末の私鉄・バス路線のページへ、他の弘南鉄道線と併せて掲載されていた。この点、同じく既存の純民間事業者の下北交通へ譲渡されながら、時刻表の掲載位置が他の第三セクター鉄道などと同じ大畑線とは対照的な扱いであった（下北交通は大畑線が唯一の鉄道線だったため、他に路線のある弘南鉄道との事情の違いはある）。ただし、黒石線は弘南鉄道他線と異なり全列車掲載にはなっていた。

## 廃止後の状況
代替バスは弘南バス黒石 - 川部線(91)として存続している。